# Hamachi
LogMeIn Hamachi es una aplicación comercial que configura redes privadas virtuales capaz de establecer vínculos directos entre computadoras que están bajo firewalls de NAT sin necesitar reconfiguración alguna (en la mayoría de los casos). En otras palabras, establece una conexión a través de Internet y simula una red de área local formada por computadoras remotas. Actualmente está disponible la versión para Microsoft Windows y la versión beta para Mac OS X y Linux. El 8 de agosto de 2006 se anunció que Hamachi era adquirida por LogMeIn.

## Cómo funciona
Hamachi es un sistema VPN de administración centralizada que consiste en un clúster servidor administrado por el vendedor del sistema y el software cliente, el cual es instalado en los ordenadores de los usuarios.
El software cliente agrega una interfaz de red virtual al ordenador que es utilizada tanto para interceptar el tráfico VPN saliente como para inyectar el tráfico VPN entrante. El tráfico saliente enviado por el sistema operativo a esta interfaz es entregado al software cliente, que lo cifra y lo autentifica y luego lo envía al nodo VPN de destino a través de una conexión UDP iniciada a tal efecto. Hamachi se encarga del tunelamiento del tráfico IP, incluido el broadcast (difusión) y el multicast (multidifusión). La versión Windows reconoce y tunela, además, el tráfico IPX.
Cada cliente establece y mantiene una conexión de control con el Cluster servidor. Cuando la conexión está establecida, el cliente entra en una secuencia de identificación de usuario, seguida de un proceso de descubrimiento y sincronización de estado. El paso de autentificación de usuario autentifica al cliente contra el servidor y viceversa. El descubrimiento es utilizado para determinar la topología de la conexión a Internet del cliente, y más concretamente para detectar la presencia de dispositivos cortafuegos y servidores NAT. El paso de sincronización extrae una vista del cliente de sus redes privadas sincronizadas con los otros miembros de esas redes.
Cuando un miembro de una red se conecta o se desconecta, el servidor da instrucciones a los otros nodos de la red para que inicien o detengan túneles con dicho miembro. Cuando se establecen túneles entre los nodos, Hamachi utiliza una técnica de NAT transversal asistido por servidor, similar al "UDP hole punching" ("perforadora de agujeros UDP"). Hasta la fecha, no se ha publicado información detallada de cómo funciona realmente. El vendedor afirma que "...atraviesa con éxito las conexiones P2P en el 95% de los casos, aproximadamente..." Este proceso no funciona en ciertas combinaciones de dispositivos NAT, que requieren que el usuario abra un puerto para la conexión. Además de esto, la versión 1.0 del software cliente es capaz de retransmitir el tráfico a través de los 'servidores de retransmisión' que mantiene el vendedor. En octubre de 2014, la aplicación comenzó a tener problemas graves, dado que mucha gente abandono hamachi para abrir puertos inalámbricos de otras maneras alternativas.
En el caso de que se pierda la conexión con el servidor de manera inesperada, el cliente mantiene todos sus túneles e inicia una comprobación de sus estados. Cuando el servidor pierde una conexión de cliente de manera inesperada, se informa a los nodos clientes sobre el hecho y se espera a que inicien sus comprobaciones. Todo esto hace inmune a los túneles Hamachi frente a problemas de red transitorios en el camino entre el cliente y el servidor, y de igual modo quedan operativos en los breves intervalos de indisponibilidad completa del servidor.
El bloque de direcciones 5.0.0.0 está reservado por la IANA y no está actualmente en uso en el dominio de encaminamiento de Internet, pero no está garantizado que esto continúe así en el futuro. Se espera que el fondo común de la se agotará en abril de 2090. Si este rango es asignado, los usuarios de Hamachi no podrán conectarse a ninguna dirección IP de Internet dentro de ese rango mientras estén utilizando el cliente Hamachi.
Además, utilizar un prefijo de red crea un único dominio de difusión entre todos los clientes. Esto hace posible la utilización de protocolos que dependen de la difusión IP para descubrir y anunciar servicios sobre las redes Hamachi.
Hamachi es habitualmente utilizada para jugar en red y para la administración remota. El vendedor provee servicios básicos gratis y otras características extra pagando.

## Direccionamiento
A cada cliente Hamachi se le asigna una dirección IP desde el bloque de direcciones 5.0.0.0/8 cuando inicia una sesión en el sistema por primera vez, y es en adelante asociada con la clave de cifrado pública del cliente. Mientras el cliente retenga esta clave, puede autentificarse en el sistema y utilizar esa dirección IP 5.X.X.X
Esta asignación es sin embargo no oficial, como RIPE NCC tiene los derechos para realizar asignaciones en ese rango. La dirección IP en adelante se asocia con el cliente público con Criptografía asimétrica. Siempre y cuando el cliente conserva su clave, puede conectarse al sistema y utilizar esta dirección IP.
La red 5.0.0.0/8 es utilizada para evitar colisiones con redes IP privadas que podrían estar utilizándose en la parte cliente. Específicamente, las redes privadas 10.0.0.0/8, 172.16.0.0/16 y 192.168.0.0/24. El bloque de direcciones 5.0.0.0/8 está reservado por IANA en noviembre de 2010. y no está actualmente en uso en el dominio de encaminamiento de Internet, pero no está garantizado que esto continúe así en el futuro. Algunos prefijos de la gama en la actualidad se está anunciando por el proyecto de bogon de RIPE NCC. Los usuarios de Hamachi no podrán conectarse a las direcciones IP de Internet dentro de la gama, siempre y cuando el cliente Hamachi se ejecuta.
Se espera que el fondo común de la IANA se agotará en abril de 2010. Si este rango es asignado, los usuarios de Hamachi no podrán conectarse a ninguna dirección IP de Internet dentro de ese rango mientras estén utilizando el cliente Hamachi.
Además, el uso de un prefijo de red /8 crea un único dominio de difusión (broadcast) entre todos los clientes. Esto hace posible usar protocolos LAN que se basan en difusiones IP para servicios de descubrimiento y anuncio sobre redes Hamachi.

## Problemas
En febrero de 2007 los servidores Hamachi impusieron un bloqueo "IP-level" a la parte vietnamita del espacio Internet debido a "la magnitud del abuso del sistema originado desde las direcciones del bloque". La compañía está trabajando en una solución al problema menos intrusiva. Actualmente, Hamachi sigue dando muchos problemas de conexión.

## Compatibilidad
Las generaciones actuales de Hamachi están disponibles para los siguientes sistemas operativos:
- Microsoft Windows 2000, XP, Server 2003, Vista, Windows 7, Windows 8 y Windows 10.
- Mac OS X (beta)
- Linux (beta)

Muchos usuarios de Windows Vista habían experimentado problemas de compatibilidad y conexión mientras se utiliza Hamachi. El 30 de marzo de 2007, el software incluye ahora Vista tweaks, que responde a estos problemas relacionados con el sistema operativo, entre otras soluciones específicas.

## Alternativas

### Alternativas gratuitas
Radmin VPN

### Otras alternativas
ZeroTier
GameRanger